# 山﨑剛 (内野手)
山﨑 剛（やまさき つよし、1995年12月29日 - ）は、福岡県福岡市早良区出身のプロ野球選手（内野手、外野手）。右投左打。東北楽天ゴールデンイーグルス所属。
2020年のみ登録名を山﨑 幹史（読み同じ）としていた。

## 経歴

### プロ入り前
福岡市立飯倉小学校では3年から野球を始め、「田隈ジュニア」に所属。
田隈ジュニアでは1番ピッチャーでキャプテンを務めた福岡市立原中学校時代は「城南サンボーイズ」に所属し二塁手を務めた。
日章学園高等学校時代は、1年秋から二塁手のレギュラーで活躍するものの甲子園出場はなかった。
國學院大學時代は、2年時は二塁手のレギュラーを獲得した春季に打率.400で首位打者と二塁手のベストナイン獲得。3年時には第40回日米大学野球選手権大会の代表メンバー入りを果たす。春季に二塁手のベストナインを獲得する。4年時秋季には、2017年10月11日の東洋大学戦で史上24人目で國學院大では初となる東都大学リーグ1部通算100安打を達成した。リーグ通算79試合に出場、314打数103安打、打率.328、4本塁打、20打点、28盗塁、ベストナイン2回。
2017年10月26日に行われたドラフト会議で、東北楽天ゴールデンイーグルスから3位指名を受け、11月20日に契約金5000万円、年俸1000万円（金額は推定）で契約合意した。背番号は34。担当スカウトは後関昌彦。

### 楽天時代
2018年6月12日に初めて一軍登録され同日の中日ドラゴンズ戦、ジャフェット・アマダーへの代走としてプロ初出場。そのまま指名打者へ入りプロ初打席にも立った（結果は木下雄介からショートライナー）。6月23日の北海道日本ハムファイターズ戦に「8番・二塁手」でプロ初の先発出場を果たすと同30日の埼玉西武ライオンズ戦でプロ初安打を放った。その後は二度の登録抹消を経験したが、9月5日にこの年3度目の一軍昇格。9月15日からの千葉ロッテマリーンズとの3連戦、初戦でプロ初の3安打で猛打賞を記録すると3戦目ではプロ初打点を挙げた。この活躍もありシーズン終盤は先発での出場機会が増加し、ルーキーイヤーは一軍で33試合に出場。打率.232、4盗塁を記録した。
2019年は7月5日にシーズン初昇格を果たすと同28日のロッテ戦でプロ初本塁打を放った。しかし右肩の違和感で8月5日に登録を抹消されると再び一軍に上がることができずにシーズンを終えた。16試合の出場にとどまったものの打率.333を記録した。
2020年は登録名を本名の山﨑剛から山﨑幹史（読み同じ）に改名。体幹を強くしたい意図から「幹」の字を入れたものだが、改名の際には親などに相談せず「ノリ」で独断したものだった。新型コロナウイルスの影響で120試合制の短縮シーズンとなったが、6月19日の開幕を初めて一軍で迎えた。この年から出場機会を増やすために外野守備に取り組んでおり、7月12日の福岡ソフトバンクホークス戦では「9番・中堅手」で初めて外野での先発出場を果たした。しかし慢性的な左手首痛の影響もあり、20試合の出場で打率.167と結果を残せず8月3日に登録抹消。その後は両手のガングリオン除去手術を受け、残りのシーズンをリハビリに費やした。契約更改時には「バチが当たっちゃいました」と、勝手に変更したために親に怒られたという登録名を1年足らずで本名に戻すことになった。
2021年は6月18日に出場選手登録されるが、8月28日に登録抹消。7月8日に一軍再昇格となったが、バント失敗などがありチャンスを生かせず、前半戦は8試合の出場にとどまった。五輪による中断期間を経て迎えた後半戦の開幕は一軍で迎えたが代走や守備固めでの出場が中心であった。しかし、9月4日の西武戦で正二塁手の浅村栄斗が不調で先発出場を外れると代役に抜擢され、同10日のロッテ戦では2年ぶりの本塁打を放つなど先発起用に応えた。その活躍ぶりが評価され、浅村の先発復帰後も遊撃や中堅で先発起用が続き、9月末からは「1番・遊撃手」に定着。9月4日以降の全40試合に先発出場し、この年は56試合の出場で打率.256・4本塁打・24打点を記録し、特に得点圏打率.361と勝負強さが際立った。オフには800万円増となる推定年俸1700万円で契約を更改した。
2022年は開幕戦を「2番・遊撃手」として先発出場を果たすも、打撃の状態が上がらず遊撃手のポジションを小深田大翔に明け渡した。シーズン終盤には再び「1番・遊撃手」として出場機会を得たが、結局79試合に出場、打率.203・3本塁打・13打点の成績に終わった。しかし、15盗塁はキャリアハイの成績であり、オフには200万円増の推定年俸1900万円で契約を更改した。
2023年、開幕から6月までは遊撃手として先発出場していたが、7月からは村林一輝に定位置を奪われ、代走や守備固めでの出場が多くなった。シーズン通算ではキャリアハイとなる117試合に出場、打率.203、2本塁打、19打点、13盗塁という成績であった。同年4月22日の対日本ハム戦（楽天モバイルパーク）では7-7の同点で迎えた9回無死満塁の打席で田中正義からサヨナラ安打を放った。オフの11月21日の契約更改では500万円増の推定年俸2400万円でサインした。
2024年は春季キャンプで一軍スタートが決まっていたものの、体調不良により不参加。その後8月に実戦復帰すると二軍戦11試合に出場。9月1日に一軍登録されたが、先発出場は1試合にとどまり、結果としては6試合に出場し6打数0安打で、10月2日に登録抹消となった。オフの11月28日の契約更改では400万減の推定年俸2000万円でサインした。
2025年、3月17日に左膝自家骨軟骨柱移植術を受けた。

## 選手としての特徴
50メートルを5秒8で走る俊足が一番の武器であり、守備ではその俊足で広い守備範囲を誇る。
打撃では積極性が持ち味。2021年10月2日のロッテ戦でも初回無死で相手先発二木康太からプロ初の先頭打者本塁打を放った。

## 詳細情報

### 年度別打撃成績
| 年 度     | 球 団     | 試 合 | 打 席 | 打 数 | 得 点 | 安 打 | 二 塁 打 | 三 塁 打 | 本 塁 打 | 塁 打 | 打 点 | 盗 塁 | 盗 塁 死 | 犠 打 | 犠 飛 | 四 球 | 敬 遠 | 死 球 | 三 振 | 併 殺 打 | 打 率 | 出 塁 率 | 長 打 率 | O P S |
| --------- | --------- | ----- | ----- | ----- | ----- | ----- | -------- | -------- | -------- | ----- | ----- | ----- | -------- | ----- | ----- | ----- | ----- | ----- | ----- | -------- | ----- | -------- | -------- | ----- |
| 2018      | 楽天      | 33    | 84    | 82    | 11    | 19    | 3        | 3        | 0        | 28    | 7     | 4     | 1        | 1     | 0     | 1     | 0     | 0     | 13    | 2        | .232  | .241     | .341     | .582  |
| 2019      | 楽天      | 16    | 30    | 27    | 4     | 9     | 4        | 0        | 1        | 16    | 2     | 4     | 0        | 3     | 0     | 0     | 0     | 0     | 5     | 0        | .333  | .333     | .593     | .926  |
| 2020      | 楽天      | 20    | 16    | 12    | 4     | 2     | 1        | 0        | 0        | 3     | 1     | 1     | 0        | 2     | 1     | 1     | 0     | 0     | 2     | 0        | .167  | .214     | .250     | .464  |
| 2021      | 楽天      | 56    | 194   | 168   | 29    | 43    | 6        | 3        | 4        | 67    | 24    | 4     | 2        | 7     | 1     | 15    | 0     | 3     | 41    | 5        | .256  | .326     | .399     | .725  |
| 2022      | 楽天      | 79    | 218   | 187   | 19    | 38    | 6        | 5        | 3        | 63    | 13    | 15    | 4        | 11    | 0     | 17    | 0     | 3     | 46    | 3        | .203  | .280     | .337     | .617  |
| 2023      | 楽天      | 117   | 307   | 261   | 29    | 53    | 6        | 5        | 2        | 75    | 19    | 13    | 6        | 7     | 1     | 35    | 2     | 3     | 58    | 9        | .203  | .303     | .287     | .591  |
| 2024      | 楽天      | 5     | 6     | 6     | 1     | 0     | 0        | 0        | 0        | 0     | 0     | 0     | 0        | 0     | 0     | 0     | 0     | 0     | 1     | 0        | .000  | .000     | .000     | .000  |
| 通算：7年 | 通算：7年 | 326   | 855   | 743   | 97    | 164   | 26       | 16       | 10       | 252   | 66    | 41    | 13       | 31    | 3     | 69    | 2     | 9     | 166   | 19       | .221  | .294     | .339     | .633  |

- 2024年度シーズン終了時

### 年度別守備成績
| 年 度 | 球 団 | 二塁  | 二塁  | 二塁  | 二塁  | 二塁  | 二塁     | 三塁  | 三塁  | 三塁  | 三塁  | 三塁  | 三塁     | 遊撃  | 遊撃  | 遊撃  | 遊撃  | 遊撃  | 遊撃     | 外野  | 外野  | 外野  | 外野  | 外野  | 外野     |
| 年 度 | 球 団 | 試 合 | 刺 殺 | 補 殺 | 失 策 | 併 殺 | 守 備 率 | 試 合 | 刺 殺 | 補 殺 | 失 策 | 併 殺 | 守 備 率 | 試 合 | 刺 殺 | 補 殺 | 失 策 | 併 殺 | 守 備 率 | 試 合 | 刺 殺 | 補 殺 | 失 策 | 併 殺 | 守 備 率 |
| ----- | ----- | ----- | ----- | ----- | ----- | ----- | -------- | ----- | ----- | ----- | ----- | ----- | -------- | ----- | ----- | ----- | ----- | ----- | -------- | ----- | ----- | ----- | ----- | ----- | -------- |
| 2018  | 楽天  | 18    | 22    | 23    | 1     | 4     | .978     | -     | -     | -     | -     | -     | -        | 13    | 12    | 29    | 1     | 6     | .976     | -     | -     | -     | -     | -     | -        |
| 2019  | 楽天  | 4     | 3     | 8     | 0     | 1     | 1.000    | 5     | 5     | 3     | 1     | 1     | .889     | 3     | 2     | 1     | 0     | 0     | 1.000    | -     | -     | -     | -     | -     | -        |
| 2020  | 楽天  | 6     | 13    | 5     | 1     | 2     | .947     | 1     | 0     | 0     | 0     | 0     | ----     | -     | -     | -     | -     | -     | -        | 8     | 6     | 0     | 0     | 0     | 1.000    |
| 2021  | 楽天  | 11    | 20    | 17    | 1     | 5     | .974     | -     | -     | -     | -     | -     | -        | 34    | 58    | 91    | 2     | 12    | .987     | 11    | 12    | 0     | 0     | 0     | 1.000    |
| 2022  | 楽天  | -     | -     | -     | -     | -     | -        | 1     | 0     | 1     | 0     | 0     | 1.000    | 64    | 90    | 132   | 6     | 23    | .974     | 1     | 0     | 0     | 0     | 0     | ----     |
| 2023  | 楽天  | 3     | 1     | 0     | 0     | 0     | 1.000    | 28    | 2     | 11    | 0     | 3     | 1.000    | 83    | 135   | 205   | 8     | 31    | .977     | -     | -     | -     | -     | -     | -        |
| 2024  | 楽天  | -     | -     | -     | -     | -     | -        | 1     | 0     | 0     | 0     | 0     | ----     | 3     | 2     | 4     | 0     | 1     | 1.000    | -     | -     | -     | -     | -     | -        |
| 通算  | 通算  | 42    | 59    | 53    | 3     | 12    | .974     | 36    | 7     | 15    | 1     | 4     | .957     | 200   | 299   | 462   | 17    | 73    | .978     | 20    | 18    | 0     | 0     | 0     | 1.000    |

- 2024年度シーズン終了時

### 記録
初記録
- 初出場：2018年6月12日、対中日ドラゴンズ1回戦（楽天生命パーク宮城）、6回裏にジャフェット・アマダーの代走で出場
- 初打席：同上、8回裏に木下雄介から遊直
- 初盗塁：2018年6月16日、対阪神タイガース2回戦（楽天生命パーク宮城）、9回裏に二盗（投手：藤川球児、捕手：原口文仁）
- 初先発出場：2018年6月23日、対北海道日本ハムファイターズ10回戦（楽天生命パーク宮城）、「8番・二塁手」で先発出場
- 初安打：2018年6月30日、対埼玉西武ライオンズ11回戦（メットライフドーム）、9回表に佐野泰雄から中前安打
- 初打点：2018年9月17日、対千葉ロッテマリーンズ20回戦（ZOZOマリンスタジアム）、6回表に種市篤暉から左前適時打
- 初本塁打：2019年7月28日、対千葉ロッテマリーンズ14回戦（ZOZOマリンスタジアム）、6回表に東妻勇輔から左越ソロ

### 背番号
- 34（2018年[9] - ）

### 登録名
- 山﨑 剛（やまさき つよし、2018年 - 2020年2月6日、2021年 - ）
- 山﨑 幹史（やまさき つよし、2020年2月7日 - 同年終了）

### 代表歴
- 第40回日米大学野球選手権大会日本代表